# Eragrostis hierniana
Eragrostis hierniana är en gräsart som beskrevs av Alfred Barton Rendle. Eragrostis hierniana ingår i släktet kärleksgrässläktet, och familjen gräs. Inga underarter finns listade i Catalogue of Life.